# Berkovec (jednotka)
Berkovec je stará jednotka hmotnosti používaná v Rusku a Estonsku. Používána byla od 17. století do roku 1918, kdy došlo k zavedení metrické soustavy.

## Převodní vztahy
- 1 berkovec = 163,8 kg = 400 funtů (v 17. století se 1 berkovec při stejné váze dělil na 10 pudů)